# 卡斯蒂耶
卡斯蒂耶（Castillet / Castellet，意为小城堡）是位于法国东比利牛斯省佩皮尼昂的古代防御工事和城门，是这座城市的显著象征, 今天已成为博物馆：加泰罗尼亚流行艺术和传统博物馆（Museu Català de les Arts i Tradicions Populars）。
卡斯蒂耶由三部分组成：“大城堡”、“小城堡”（旧城门）和一个多边形菱堡。菱堡在20世纪初被毁，而大城堡、小城堡幸存至今。